# Dorothée cherche l'amour
Pour plus de détails, voir Fiche technique et Distribution.
Dorothée cherche l'amour est un film français réalisé par Edmond T. Gréville, sorti en 1945.

## Synopsis
Un vieux milliardaire égoïste vient de mourir. Pour avoir le droit d'entrer au paradis, il doit désormais accomplir une bonne action : faire le bonheur de quelqu’un resté sur Terre. C’est ainsi qu’il choisit Dorothée, une jeune fille sentimentale désillusionnée par l’attitude intéressée de son entourage à l’annonce de son mariage. Sous forme d'esprit bienveillant, il va l’accompagner dans une série d’aventures rocambolesques, à la recherche de l’amour véritable. Ce parcours initiatique permettra à Dorothée de comprendre que le bonheur et l’amour véritable se trouvent peut-être plus près d’elle qu’elle ne le pensait.

## Fiche technique
- Titre français : Dorothée cherche l'amour
- Réalisation : Edmond T. Gréville
- Scénario : Gérard Carlier et Jacques Chabannes
- Société de production : Les Films Minerva (Paris)
- Direction de production : Henri Baum
- Photographie : Nicolas Hayer
- Son : Paul Habans
- Musique originale : Jean Lenoir, Bruno Coquatrix
- Décors : Jean Douarinou
- Montage : Georges Arnstam
- Scripte : Lucie Lichtig
- Pays d'origine : France
- Format : noir et blanc - 1,37:1 - 35 mm - son Mono - procédé cinématographique : sphérique
- Genre : comédie
- Durée : 90 minutes (1 h 30)
- Date de sortie : France : 9 novembre 1945

## Distribution
- Suzy Carrier : Dorothée
- Jules Berry : M. Pascal
- Claude Dauphin : Robert
- Samson Fainsilber : Sylvain
- Henri Guisol : André Vincent
- Félix Oudart
- Luce Feyrer
- Marion Malville
- Betty Riche
- Robert Arnoux
- Marcelle Monthil
- Aimé Gaillard
- Gaston Orbal
- Maurice Maillot
- Emilio Carrer